# William Louis Marshall

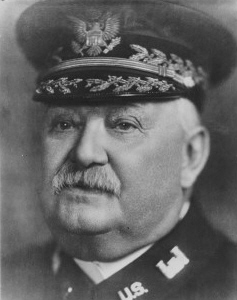
William Louis Marshall

William Louis Marshall (* 11. Juni 1846 in Washington, Mason County, Kentucky; † 2. Juli 1920 in Washington, D.C.) war ein Brigadegeneral der United States Army. Er war unter anderem Kommandeur des United States Army Corps of Engineers (COE).
William Marshall war ein Nachkomme der Familie von Bundesrichter John Marshall (1755–1835). Bereits im Alter von 16 Jahren trat er während des Amerikanischen Bürgerkriegs als einfacher Soldat in das 10. Kentucky-Kavallerieregiment ein, das zum Heer der Union gehörte. Anschließend durchlief er die United States Military Academy in West Point. Nach seiner Graduation im Jahr 1868 wurde er als Leutnant den Pionieren (Engineers) zugeteilt. In der Armee durchlief er anschließend alle Offiziersränge vom Leutnant bis zum Brigadegeneral.
In seinen jüngeren Jahren absolvierte er den für Offiziere in den niederen Rangstufen üblichen Dienst in verschiedenen Pioniereinheiten und Standorten in den Vereinigten Staaten. Als Pionier (Engineer) gehörten der Hochwasserschutz, der Ausbau von Hafenanlagen, deren militärische Verteidigungseinrichtungen, Flussregulierungen sowie der Bau von Schleusen und Stauwerken, Kanälen und Leuchttürmen zu seinem Aufgabenbereich.
In den Jahren 1872 bis 1876 nahm Marshall an einer Expedition unter der Leitung von George Montague Wheeler (1842–1905) teil. Dabei entdeckte er den später nach ihm benannten Marshall Pass in Colorado. Im weiteren Verlauf seiner Karriere im COE diente er unter anderem am Unterlauf des Mississippi Rivers und in Wisconsin, wo er am Ausbau des dortigen Fox–Wisconsin Waterways beteiligt war. Zwischen 1888 und 1899 leitete er den Pionierbezirk von Chicago. Dabei war er an den Planungen und dem Baubeginn des Illinois and Mississippi Canals (Hennepin Canal) beteiligt. Er nutzte dabei die damals modernsten und kostengünstigsten Techniken beim Bau von Schleusen.
In den Jahren 1900 bis 1908 war er Leiter der Pioniereinheiten in New York City. Dort entwickelte er einheitliche Standards zum Bau von Befestigungsanlagen für Häfen. Außerdem wurden die Wasserwege im New Yorker Hafen vertieft und damit für die Schifffahrt verbessert. Im Jahr 1908 wurde William Marshall als Nachfolger von Alexander MacKenzie Kommandeur des gesamten COE. Dieses Amt hatte er bis Juni 1910 inne. Anschließend ging er in den Ruhestand. Wenig später wurde er vom damaligen Präsidenten William Howard Taft zu einem beratenden Ingenieur des Innenministeriums ernannt.
William Marshall starb am 2. Juli 1920 in Washington D.C. und wurde auf dem amerikanischen Nationalfriedhof Arlington beigesetzt.